# Leachia danae
Leachia danae is een inktvissensoort uit de familie van de Cranchiidae. De wetenschappelijke naam van de soort is voor het eerst geldig gepubliceerd in 1931 door Joubin.